# Georges Plonquitte
Georges Plonquitte (Georges Arthur Plunket, pour l'état civil), né le 7 octobre 1948 à Pointe-Noire en Guadeloupe et mort le 6 novembre 2006 à Paris d'un  infarctus, est un auteur, compositeur et interprète français.

## Biographie
En 1968, il fonde le groupe Typical Combo, avec ses amis Daniel Dimbas et Harry Simonette, qu'il quittera par la suite. L'orchestre était composé d'Harry et Christian Simonette au saxophone, Georges Simmonet au piano, Georges Plonquitte au chant, Philogène Astasie et Edgard Mahomet à la trompette, Billy Alvinel à la batterie, Serge Yéyé aux congas et Fred "Kapyo" Josue aux percussions. 
En 1973, il a été directeur artistique pour le premier disque 45 tours des Aiglons. 
Il meurt le 6 novembre 2006 à l'âge de 58 ans, à l'hôpital européen Georges-Pompidou (HEGP), dans le 15e arrondissement parisien, des suites d'une longue maladie, en attente d’une greffe du coeur.

## Discographie
Parmi ses chansons à succès, on compte Rosalie écrite et composée par lui-même. On trouve également :
- Belle femme
- pa ka tawe
- Ti ma fi
- Palé palé
- Ti garçon
- Guadeloupe terre de soleil
- Lou garou
- Immé
- Cadence linda
- Nicoletta
- My love
- Ma chanson est pour toi
- Adélina

## Reprise
- 1978 : Rosalie[8],[9], repris par Carlos,
- 2022 : Cadence Linda, repris par Christian Dorante, bassiste du groupe Typical pressé-pressé[10].